# Стефан (Корзун)
Архієпи́скоп Стефа́н (Ігор Петрович Корзун; 25 березня 1944, село Корзуни, Червенський район, Мінська область, Білорусь — 22 квітня 2022) — єпископ Російської православної церкви, архієпископ Пінський та Лунинецький.

## Життєпис
1962 — закінчив сільськогосподарський технікум.
1963—1966 — відбував службу радянській армії, по завершенню працював агрономом.
1975 — закінчив Московську духовну семінарію.
1979 — закінчив Московську духовну академію зі ступенем кандидата богослов'я.
9 січня 1978 — пострижений в ченці, 18 лютого зведений в сан ієродиякона, 6 листопада — в сан ієромонаха, 9 січня 1981 — в сан архімандрита.
1989—1990 — ректор Мінської духовної семінарії.

### Архієрейство
4 березня 1990 — хіротонія в єпископа Пінського та Лунінецького.
25 лютого 2000 — зведений в сан архієпископа.

## Нагороди
- Орден преподобного Сергія Радонезького ІІІ ступеню.
- Орден преподобного Сергія Радонезького II ступеню.
- Орден святого благовірного князя Даниїла Московського II ступеню.
- Орден преподобного Серафима Саровського ІІ ступеню[1]

## Ппосилання
- (рос.) Стефан, архиепископ Пинский и Лунинецкий (Корзун Игорь Петрович)